# バッラービオ
バッラービオ（伊: Ballabio）は、イタリア共和国ロンバルディア州レッコ県にある、人口約4,100人の基礎自治体（コムーネ）。

## 地理

### 位置・広がり
レッコ県のコムーネ。県都レッコから北北東へ5kmの距離にある。

#### 隣接コムーネ
隣接するコムーネは以下の通り。
- アッバディーア・ラリアーナ
- クレメーノ
- レッコ
- マンデッロ・デル・ラーリオ
- モルテローネ
- パストゥーロ

### 気候分類・地震分類
気候分類では、zona F, 3014 GGに分類される。
また、イタリアの地震リスク階級 (it) では、zona 3 (sismicità bassa) に分類される。

## 行政

### 山岳部共同体
レッコ県とベルガモ県にまたがる広域自治体「ラーリオ・オリエターレ＝ヴァッレ・サン・マルティノ山岳部共同体」  (it:Comunità montana Lario Orientale - Valle San Martino)  （事務所所在地: ガルビアーテ）を構成する自治体のひとつである。